# Acceso Vial al Aeropuerto Internacional de Santiago de Chile
El Acceso Vial al Aeropuerto o Ruta CH-72 es una ruta concesionada que comunica el Gran Santiago de Chile con el Aeropuerto Internacional Arturo Merino Benítez. La ruta tiene una extensión de 2,20 kilómetros, iniciándose en la Avenida Circunvalación Américo Vespucio (Ruta CH-70), cruzando el Río Mapocho antes de llegar al Aeropuerto Internacional Arturo Merino Benítez.
La concesión corresponde a Sociedad Concesionaria Aerovías S.A.

## Enlaces
- Autopista Vespucio Norte Express, Calle Armando Cortínez y Avenida El Retiro.
- kilómetro 1 Autopista Costanera Norte, Sentido Poniente-Oriente.
- kilómetro 2,2 Aeropuerto Internacional Arturo Merino Benítez.

## Plaza de Peaje
- kilómetro 2.